# Ígor Kornéyev
Ígor Vladímírovich Kornéyev (en ruso: Игорь Владимирович Корнеев; Moscú, Unión Soviética, 4 de septiembre de 1967) es un exfutbolista y entrenador ruso, se desempeñaba como mediapunta. Jugó para las selecciones de la Unión Soviética, la CEI y Rusia.

## Clubes

### Como jugador
| Club           | País            | Años      |
| -------------- | --------------- | --------- |
| PFC CSKA Moscú | Unión Soviética | 1985-1991 |
| RCD Español    | España          | 1991-1994 |
| FC Barcelona   | España          | 1994-1995 |
| SC Heerenveen  | Países Bajos    | 1995-1997 |
| Feyenoord      | Países Bajos    | 1997-2002 |
| NAC Breda      | Países Bajos    | 2002-2003 |

### Como entrenador
| Club                   | País    | Años      |
| ---------------------- | ------- | --------- |
| Feyernoord (juveniles) | Holanda | 2004-2006 |
| Rusia (asistente)      | Rusia   | 2006-2010 |